# گونگ لی (کاراته‌کا)
گونگ لی (زاده ۲۵ مرداد ۱۳۷۸) یک کاراته‌کار اهل چین است. گونگ لی در بازی‌های المپیک تابستانی ۲۰۲۰ به مدال برنز دست یافت.
گونگ لی در دانشگاه ورزشی پکن تحصیل کرده و در پکن زندگی می‌کند. وی در سال ۱۳۹۷ به عنوان نماینده کشورش در مسابقات قهرمانی جهان در مادرید اسپانیا حضور داشت. او در سال ۱۳۹۹ در مسابقات قهرمانی کشور در وزن ۶۸ کیلوگرم قهرمان شد. گونگ نماینده کشورش در بازی‌های المپیک تابستانی ۲۰۲۰ توکیو بود. در اولین مسابقه خود با فریال عبدالعزیز(برنده مدال طلا المپیک) دیدار کرد و ۴ بر ۰ شکست خورد. او به نیمه نهایی رفت و مدال برنز گرفت.
گونگ نماینده کشورش در بازی‌های المپیک تابستانی ۲۰۲۰ توکیو وزن ۶۱+ کیلوگرم زنان بود. در اولین مسابقه خود با فریال عبدالعزیز(برنده مدال طلا المپیک) دیدار کرد و ۴ بر ۰ شکست خورد. او به نیمه نهایی رفت و مدال برنز گرفت.
1. ↑  "Karate GONG Li - Tokyo 2020 Olympics". Olympics.com/tokyo-2020/. Tokyo Organising Committee of the Olympic and Paralympic Games. Archived from the original on 2021-08-18. Retrieved 2021-07-25.
2. ↑  "Karate GONG Li - Tokyo 2020 Olympics". Olympics.com/tokyo-2020/. Tokyo Organising Committee of the Olympic and Paralympic Games. Archived from the original on 2021-08-18. Retrieved 2021-07-25.
3. ↑  "The national karate championship finals ended. Yin Xiaoyan, Gong Li and Li Ranran won the championship". yqqlm (به انگلیسی). 2020-11-21. Archived from the original on 1 January 2022. Retrieved 2021-08-08.
4. 1 2  "Karate Results Book" (PDF). Olympics.com/tokyo-2020/. Tokyo Organising Committee of the Olympic and Paralympic Games. Archived (PDF) from the original on 10 August 2021. Retrieved 10 August 2021.